# حل سری توانی معادلات دیفرانسیل
در ریاضیات، از روش سری توانی برای جستجوی جواب سری توانی برای معادلات دیفرانسیل معین استفاده می‌شود. به‌طور کلی، چنین جوابی یک سری توانی با ضرایب ناشناخته فرض می‌کند، سپس آن جواب را در معادله دیفرانسیل جایگزین می‌کند تا رابطه بازگشتی ضرایب را پیدا کند.

## روش
معادله دیفرانسیل خطی مرتبه دوم را در نظر بگیرید
{\displaystyle a_{2}(z)f''(z)+a_{1}(z)f'(z)+a_{0}(z)f(z)=0.\;\!}
فرض کنید a 2 برای تمام z‌ها غیر صفر باشد. سپس می‌توانیم تقسیم کنیم تا بدست آوریم
{\displaystyle f''+{a_{1}(z) \over a_{2}(z)}f'+{a_{0}(z) \over a_{2}(z)}f=0.}
فرض کنید که a1/a2 و a0/a2 توابع تحلیلی هستند.
روش سری توانی خواستار ساخت یک جواب سری توانی است
{\displaystyle f=\sum _{k=0}^{\infty }A_{k}z^{k}.}
اگر مقدار a2 برای بعضی از z‌ها صفر باشد، روش فروبینوس، نوعی تغییر در این روش، برای مقابله با اصطلاح " نقاط تکین " مناسب است. این روش برای معادلات مرتبه بالاتر و همچنین برای سیستم‌ها به‌طور مشابه کار می‌کند.

## مثال معمول
بیایید به معادله دیفرانسیل هرمیت نگاه کنیم،
{\displaystyle f''-2zf'+\lambda f=0;\;\lambda =1}
ما می‌توانیم سعی کنیم یک راه حل سری بسازیم
{\displaystyle f=\sum _{k=0}^{\infty }A_{k}z^{k}}
{\displaystyle f'=\sum _{k=1}^{\infty }kA_{k}z^{k-1}}
{\displaystyle f''=\sum _{k=2}^{\infty }k(k-1)A_{k}z^{k-2}}
اینها را در معادله دیفرانسیل جایگزین کنید
{\displaystyle {\begin{aligned}&{}\quad \sum _{k=2}^{\infty }k(k-1)A_{k}z^{k-2}-2z\sum _{k=1}^{\infty }kA_{k}z^{k-1}+\sum _{k=0}^{\infty }A_{k}z^{k}=0\\&=\sum _{k=2}^{\infty }k(k-1)A_{k}z^{k-2}-\sum _{k=1}^{\infty }2kA_{k}z^{k}+\sum _{k=0}^{\infty }A_{k}z^{k}\end{aligned}}}
تغییر در اولین جمع
{\displaystyle {\begin{aligned}&=\sum _{k=0}^{\infty }(k+2)(k+1)A_{k+2}z^{k}-\sum _{k=1}^{\infty }2kA_{k}z^{k}+\sum _{k=0}^{\infty }A_{k}z^{k}\\&=2A_{2}+\sum _{k=1}^{\infty }(k+2)(k+1)A_{k+2}z^{k}-\sum _{k=1}^{\infty }2kA_{k}z^{k}+A_{0}+\sum _{k=1}^{\infty }A_{k}z^{k}\\&=2A_{2}+A_{0}+\sum _{k=1}^{\infty }\left((k+2)(k+1)A_{k+2}+(-2k+1)A_{k}\right)z^{k}\end{aligned}}}
اگر این سری یک جواب باشد، تمام این ضرایب باید صفر باشند، بنابراین هم برای k=۰ و هم برای k> 0:
{\displaystyle (k+2)(k+1)A_{k+2}+(-2k+1)A_{k}=0\;\!}
برای بدست آوردن رابطه بازگشتی برای Ak+2 می‌توانیم این ترتیب را مرتب کنیم.
{\displaystyle (k+2)(k+1)A_{k+2}=-(-2k+1)A_{k}\;\!}
{\displaystyle A_{k+2}={(2k-1) \over (k+2)(k+1)}A_{k}\;\!}
اکنون، ما داریم
{\displaystyle A_{2}={-1 \over (2)(1)}A_{0}={-1 \over 2}A_{0},\,A_{3}={1 \over (3)(2)}A_{1}={1 \over 6}A_{1}}
ما می‌توانیم A0 و A1 را اگر شرایط اولیه وجود داشته باشد، تعیین کنیم، یعنی اگر یک مسئله مقدار اولیه داشته باشیم.
بنابراین ما داریم
{\displaystyle {\begin{aligned}A_{4}&={1 \over 4}A_{2}=\left({1 \over 4}\right)\left({-1 \over 2}\right)A_{0}={-1 \over 8}A_{0}\\[8pt]A_{5}&={1 \over 4}A_{3}=\left({1 \over 4}\right)\left({1 \over 6}\right)A_{1}={1 \over 24}A_{1}\\[8pt]A_{6}&={7 \over 30}A_{4}=\left({7 \over 30}\right)\left({-1 \over 8}\right)A_{0}={-7 \over 240}A_{0}\\[8pt]A_{7}&={3 \over 14}A_{5}=\left({3 \over 14}\right)\left({1 \over 24}\right)A_{1}={1 \over 112}A_{1}\end{aligned}}}
و جواب سری
{\displaystyle {\begin{aligned}f&=A_{0}z^{0}+A_{1}z^{1}+A_{2}z^{2}+A_{3}z^{3}+A_{4}z^{4}+A_{5}z^{5}+A_{6}z^{6}+A_{7}z^{7}+\cdots \\[8pt]&=A_{0}z^{0}+A_{1}z^{1}+{-1 \over 2}A_{0}z^{2}+{1 \over 6}A_{1}z^{3}+{-1 \over 8}A_{0}z^{4}+{1 \over 24}A_{1}z^{5}+{-7 \over 240}A_{0}z^{6}+{1 \over 112}A_{1}z^{7}+\cdots \\[8pt]&=A_{0}z^{0}+{-1 \over 2}A_{0}z^{2}+{-1 \over 8}A_{0}z^{4}+{-7 \over 240}A_{0}z^{6}+A_{1}z+{1 \over 6}A_{1}z^{3}+{1 \over 24}A_{1}z^{5}+{1 \over 112}A_{1}z^{7}+\cdots \end{aligned}}}
که می‌توانیم آن را به مجموع دو جواب سری مستقل خطی بشکنیم:
{\displaystyle f=A_{0}\left(1+{-1 \over 2}z^{2}+{-1 \over 8}z^{4}+{-7 \over 240}z^{6}+\cdots \right)+A_{1}\left(z+{1 \over 6}z^{3}+{1 \over 24}z^{5}+{1 \over 112}z^{7}+\cdots \right)}
که با استفاده از سری‌های فوق‌هندسی می‌تواند بیشتر ساده شود.

## معادلات غیرخطی
روش سری توانی را می‌توان در معادلات دیفرانسیل غیرخطی معین اعمال کرد، البته با انعطاف‌پذیری کمتر. یک دسته بسیار بزرگ از معادلات غیرخطی را می‌توان با استفاده از روش پارکر-سوچاکی به‌صورت تحلیلی حل کرد.